# Wilferd Madelung

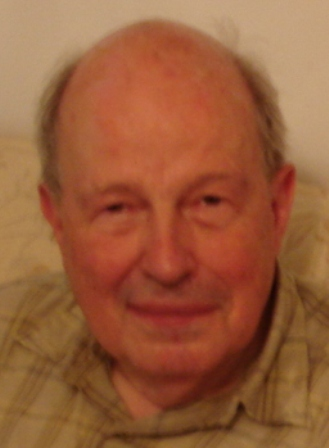
Wilferd Madelung (2006)

Wilferd Ferdinand Madelung (* 26. Dezember 1930 in Stuttgart; † 9. Mai 2023) war ein deutsch-britischer Islamwissenschaftler aus der Familie Madelung.

## Leben und Forschung
Nach dem Zweiten Weltkrieg (1947) ging Madelung mit seinen Eltern Georg Hans Madelung und Elisabeth Emma Madelung in die USA, wo der Vater seine Karriere als Luftfahrt- bzw. Raketeningenieur fortsetzte. Wilferd Madelung immatrikulierte dort an der Georgetown University in Washington DC, wechselte 1951 zum Studium der arabischen Literatur und Geschichte des Islam nach Kairo. Er studierte dort bei Muḥammad Kamil Ḥusayn (1901–1961), welcher zahlreiche ismailitische Texte der Fatimidenzeit herausgab und Madelung für dieses Forschungsgebiet faszinierte. Von 1958 bis 1960 diente er als Kulturattaché an der Botschaft der Bundesrepublik Deutschland in Bagdad, bevor er seine wissenschaftliche Karriere begann. Später erhielt Madelung auch die britische Staatsbürgerschaft. Er war mit Margaret Madelung verheiratet; sein Bruder Gero Madelung war wie der Vater Luft- und Raumfahrttechniker.
Madelung promovierte (am 30. August 1957) und habilitierte an der Universität Hamburg. Sein Promotionsthema war „Quarmaten und Fatimiden. Ihre gegenseitigen Beziehungen und ihre Lehre vom Imamat.“ Dort lehrte Wilferd Madelung 1963–1966 im Fachbereich Islamwissenschaften an seiner Alma Mater, überlappend war er von 1961 bis 1978 Professor für islamische Geschichte an der Universität Chicago, später von 1978 bis 1998 Professor für Arabisch an der Universität Oxford.
Madelungs Forschungsschwerpunkte lagen in der Geschichte des frühen und mittelalterlichen Islam in seinen religiösen, intellektuellen und politischen Aspekten. Madelung publizierte über die Schia und die Ismailiten sowie besonders über den Ibadismus. Sein Buch von 1997 über The Succession to Muhammad (Die Nachfolge Mohammeds) ist bis heute ein weltweites Standardwerk zur Entwicklung des frühen Schiismus.
Später kamen Herausgaben früher arabischer Schriften spirituell orientierter Alchemie hinzu. Madelung war u. a. Redakteur des Journal of Arabic and Islamic Studies. Er war seit 2008 Chefredakteur der Encyclopedia Islamica, wo er zahlreiche Enzyklopädieartikel veröffentlicht hat. 1999 wurde er in die British Academy berufen. Madelung war bis zu seinem Tod Senior Research Fellow am Institute of Ismaili Studies in London.
Madelung hatte bereits 20 Jahre vor seinem Tod rund 15 Bücher geschrieben oder herausgegeben, 60 Buchkapitel und Artikel in wissenschaftlichen Zeitschriften verfasst, 130 Enzyklopädie-Artikel zum Islam publiziert sowie rund 160 Rezensionen.
Im Nachruf des Institute of Ismaili Studies (London), welchem er bis zum Schluss angehörte, heißt es (übersetzt aus dem englischen Original): „Mit starkem Bezug zu den religiösen Schulen und Bewegungen des frühen Islams, mit Einbezug einer Vielzahl von Primärquellen, haben seine Studien das Verständnis fast aller wichtigen muslimischen Bewegungen und Gemeinschaften bereichert – nicht nur des frühen Imami-Schiismus und der späteren Entwicklungen der Zwölfer-Schia, des Ismailismus und des zaiditischen Islam, sondern auch zu weniger bekannten Aspekten des Sunnismus, der Charidschiten und der Muʿtazila-Schulen der Theologie und Philosophie.“

## Schriften (Auswahl)

### Als Verfasser
- Der Imam al-Qāsim ibn Ibrāhīm und die Glaubenslehre der Zaiditen. de Gruyter, Berlin 1965.
- Religious Schools and Sects in Medieval Islam. Variorum, London 1985, ISBN 0-86078-161-5 (und weitere Auflagen).
- Religious trends in early islamic Iran (= Columbia Letters of Iranian Studies, Bd. 4). The Persian Heritage Foundation, Albany 1988, ISBN 0-88706-700-X.
- Religious and Ethnic Movements in Medieval Islam. Variorum, Aldershot 1992, ISBN 0-86078-310-3 (und weitere Auflagen).
- The Succession to Muhammad. Cambridge University Press, Cambridge 1997, ISBN 0-521-64696-0.
- mit Paul Walker: An Ismaili Heresiography: The 'Bāb al-Shayṭān' from Abū Tammāms' Kitāb al-shajara. Brill, Leiden 1998, ISBN 90-04-11072-0.
- mit Paul Walker: The Advent of the Fatimids: A Contemporary Shi'i Witness. An Edition and English Translation of Ibn al-Haytham’s Kitab al-Munazarat. I.B. Tauris, London 2000, ISBN 1-86064-551-8.

### Als Herausgeber
- Aḥmad Ibn-Yaḥyā an-Nāsir li-Dīnillāh, Streitschrift des Zaiditenimams : wider die ibaditische Prädestinationslehre (Kitāb al-Najāh), 1985, in MENAdoc (=Bibliotheca Islamica Bd. 30).
- Arabic Texts Concerning The History of The Zaydī Imāms of Tabaristān, Daylamān And Gīlān. Franz Steiner Verlag, Beirut and Wiesbaden, 1987.
- Aḥmad b. Yaḥyā al-Balāḏurī: Ansāb al-Ašrāf, Teil 2 (= Bibliotheca Islamica, Bd. 28b). Klaus Schwarz Verlag, Berlin / Resalah, Beirut 2003, ISBN 3-87997-130-7 (Digitalisat der Universitäts- und Landesbibliothek Sachsen-Anhalt).
- mit Theodor Abt und Thomas Hofmeier: Muhammad Ibn Umail: Book of the Explanation of the Symbols. Kitāb Ḥall ar-Rumūz (= Corpus Alchemicum Arabicum, Bd. 1). Living Human Heritage Publications, Zürich 2003, ISBN 3-9522608-1-9.
- The Book of the Rank of the Sage. Rutbat al-Ḥakīm by Maslama al-Qurṭubī. Arabic Text edited with an English Introduction (= Corpus Alchemicum Arabicum, Bd. 4). Living Human Heritage Publications, Zürich 2016, ISBN 978-3-9523880-0-6.
- Muhammad Ibn Umail: The Pure Pearl and other texts by Muhammad Ibn Umail. Ad-Durra an-naqīya, As-Sīra an-naqīya, Al-Qașīda al-Mīmīya, Al-Mabāqil as-sab'a (= Corpus Alchemicum Arabicum, Bd. 5). Übersetzt von Salwa Fuad und Theodor Abt. Living Human Heritage Publications, Zürich 2019, ISBN 978-3-9524468-3-6.
- mit Farhad Daftary: Encyclopaedia Islamica, Bände 1–6. Brill, 2008–2018, ISSN: 1875-9823.